# 東横線ダービー
東横線ダービー（とうよこせんダービー）は、日本プロ野球のセントラル・リーグ、東京ヤクルトスワローズと横浜ベイスターズ（現・横浜DeNAベイスターズ）との間で行われていた対戦企画の名称である。東横ダービーとも呼ばれた。

## 概要
この試みは、東京急行電鉄の東急東横線および直通する横浜高速鉄道みなとみらい線がヤクルトの本拠地明治神宮野球場の近傍の渋谷駅と横浜の本拠地横浜スタジアムの最寄り駅日本大通り駅を結ぶことにちなみ、メジャーリーグ・ベースボールのニューヨーク・ヤンキースとニューヨーク・メッツの本拠地が地下鉄で結ばれていることにちなんだ「サブウェイ・シリーズ」に匹敵するライバル対決に成長させようと東急電鉄とヤクルト・横浜両球団が企画した。
その最初として、2007年に2チーム（ベイスターズは当時「横浜ベイスターズ」）のそれぞれの本拠地球場で開催する主管試合での直接対決で、東急の沿線情報誌のフリーペーパー「SALUS」持参者に対する観戦チケットの招待・優待割引を行ったり、誌上に両チームの選手が紹介するお勧めスポットを掲載するといった試みを行った。
しかし、実際の最寄り駅はヤクルト側・明治神宮野球場が東京メトロ銀座線の外苑前駅（2013年より東横線と直通している東京メトロ副都心線および同線での最寄駅である北参道駅は当時未開業）であり、横浜側・横浜スタジアムの最寄り駅も根岸線・横浜市営地下鉄ブルーラインの関内駅、みなとみらい線日本大通り駅であった。そのため、特に神宮球場について東横線はアクセス路線として至便とはいえず、東横線とみなとみらい線を実際に利用したファンは少なく、この「東横線ダービー」のプロモーションはほとんど行われなくなった。2012年、ベイスターズの球団親会社がDeNAに変わって以降は企画そのものが行われていない状態であり、事実上消滅した形となっている。
なお、2012年以後は読売ジャイアンツを加えたセ・リーグの関東3球団による新しい対戦企画「セントラル・リーグ首都圏3球団合同企画 GSDB〜Get Stamp&DeKA Badge!」が行われており、東横線ダービーのキャンペーンは事実上そこへ移管していたが、この企画も2015年以降は実施されていないため、東横線ダービーのキャンペーンは完全消滅した形となっている。
2020年8月、ニッポン放送の野球中継『ニッポン放送ショウアップナイター』内において「巨人対阪神の『伝統の一戦』にあたるようなDeNA・ヤクルト戦のキャッチフレーズ」をTwitterにて募集。先行とアンケートの結果決まった「東横シリーズ」の名称を放送内で使用することとしている。

## ホームスタジアム
両チームのホームスタジアムは以下のようになっていた。
| チーム名                                      | スタジアム名   | 収容人員 | 画像 | 備考 |
| --------------------------------------------- | -------------- | -------- | ---- | --- |
| 東京ヤクルトスワローズ                        | 明治神宮野球場 | 35608人  |      | 最寄り駅 東京メトロ銀座線・外苑前駅、JR中央本線・信濃町駅または千駄ケ谷駅、都営地下鉄大江戸線・国立競技場駅           |
| 横浜ベイスターズ （現・横浜DeNAベイスターズ） | 横浜スタジアム | 30234人  |      | 最寄り駅 JR根岸線・関内駅または石川町駅、横浜市営地下鉄ブルーライン・関内駅、横浜高速鉄道みなとみらい線・日本大通り駅 |